# 沙凡·科提查
沙凡·哈里什·科提查（英語：Savan Harish Kotecha）是來自美國德州奧斯汀的作曲家、製作人和音樂家。多年來，科提查獲得8座BMI獎，18座ASCAP獎，而他的歌曲獲得17座葛萊美獎提名，銷量超過3.75億份。